# منتخب نيبال للكريكت للسيدات
منتخب نيبال الوطني للكريكت للسيدات هو ممثل نيبال الرسمي في المنافسات الدولية في الكريكت للسيدات.